# کلاینولسباخ
کلاینولسباخ (به آلمانی: Kleinwelsbach) یک شهر در آلمان است که در اونستروت-هاینیش واقع شده‌است. کلاینولسباخ ۱۳۷ نفر جمعیت دارد.